# Ellen Kürti
Ellen Kürti (ur. 28 czerwca 1903 w Budapeszcie) – niemiecka aktorka kina niemego pochodzenia węgierskiego. Zakończyła karierę, wraz z wprowadzeniem dźwięku do filmów.

## Wybrane role
- 1922: Um Liebe und Thron
- 1923: Das rollende Schicksal
- 1923: Mädchen, die man nicht heiratet
- 1923: Zwischen Flammen und Bestien
- 1923: Das Wirtshaus im Spessart
- 1924: Sklaven der Liebe
- 1925: Frauen, die nicht lieben dürfen
- 1925: Hochstapler wider Willen
- 1926: Die Liebe der Bajadere
- 1926: Das deutsche Mutterherz
- 1926: Die Fürstin der Riviera
- 1927: Die Ehe einer Nacht
- 1927: Feme
- 1927: Ein Tag der Rosen im August...
- 1927: Das Spielzeug einer schönen Frau
- 1927: Die Königin des Varietés
- 1927: Hotelratten
- 1927: Erinnerungen einer Nonne
- 1927: Der fesche Erzherzog
- 1928: Liebe und Diebe
- 1928: Tragödie im Zirkus Royal